# 果子沟牧场
果子沟牧场，是中华人民共和国新疆维吾尔自治区伊犁哈萨克自治州霍城县下辖的一个乡镇级行政单位。

## 行政区划
果子沟牧场下辖以下地区：
第一村、第二村和牧业村。